# (3418) Извеков
(3418) Извеков (лат. Izvekov) — типичный астероид главного пояса, открыт 31 августа 1973 года советским астрономом Тамарой Смирновой в Крымской астрофизической обсерватории и 4 октября 1990 года назван в честь советского астронома Владимира Извекова.

## Обнаружение и именование
(3418) Извеков
Открыт 31 августа 1973 года в Научном Т. М. Смирновой.
Назван в честь эксперта по динамике Солнечной системы и сотрудника Института теоретической астрономии с 1951 по 1988 год Владимира Андреевича Извекова. Одним из первых в СССР применил электронные вычислительные машины для улучшения орбит малых планет и вычисления эфемерид. Внёс большой вклад в автоматизацию и контроль качества при подготовке "Эфемерид малых планет" (смотрите цитату для малой планеты (5001)).
Оригинальный текст (англ.)3418 Izvekov
Discovered 1973-08-31 by Smirnova, T. at Nauchnyj.
Named in honor of Vladimir Andreevich Izvekov, an expert on solar- system dynamics and a staff member of the Institute for Theoretical Astronomy from 1951 to 1988. One of the first in the U.S.S.R. to employ electronic computers for improving orbits of minor planets and computing ephemerides, he contributed extensively to automation and quality control in the preparation of the "Ephemerides of Minor Planets" {see planet (5001)}.
Источники: DISCOVERY.DB; M.P.C. 17027.

## Орбита

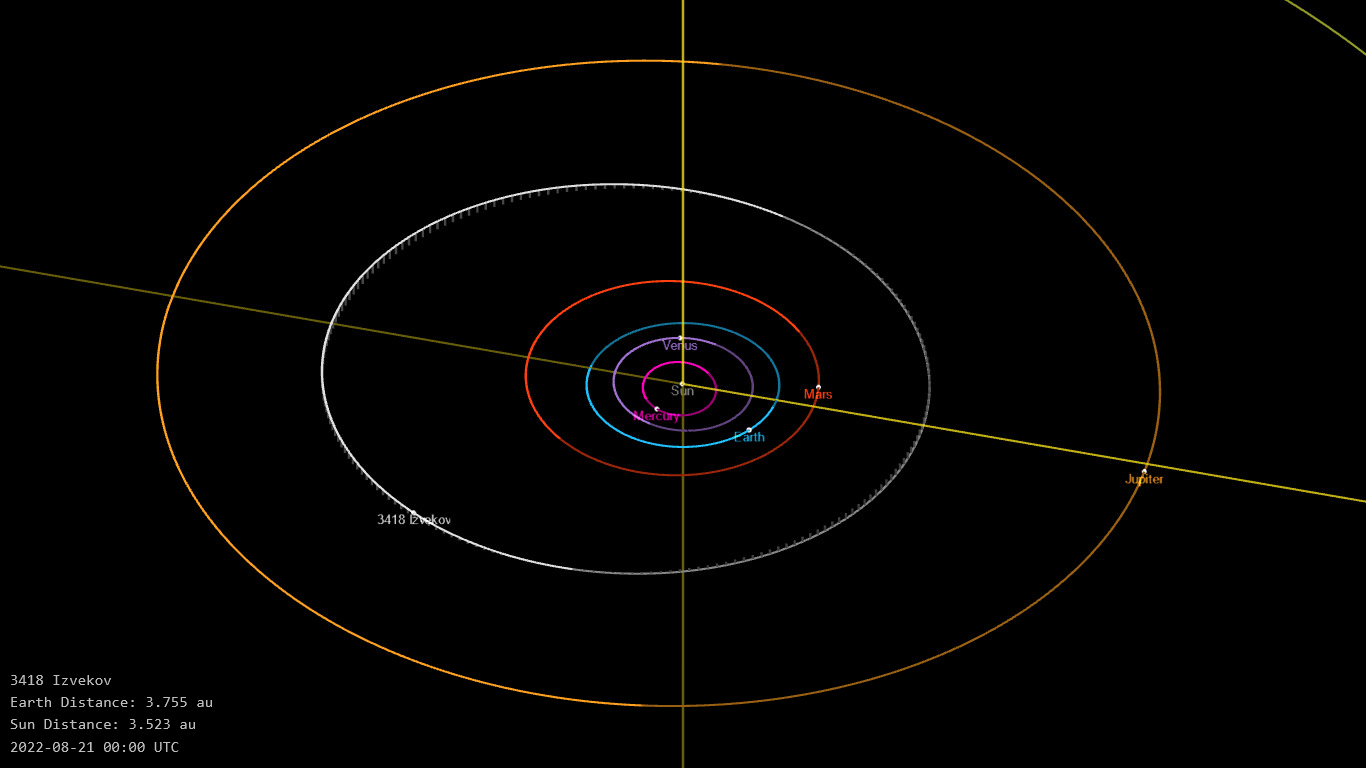
Орбита астероида Извеков и его положение в Солнечной системе

## Физические характеристики
Астероид относится к таксономическому классу C.
По результатам наблюдений в инфракрасном диапазоне орбитальной обсерватории IRAS и спутника Akari и наблюдений в видимом и ближнем инфракрасном диапазоне космического телескопа NEOWISE диаметр астероида сначала оценивался равным 27,13±2,4 км, позже — 19,481±0,337 км, 20,59±0,90 км, 16,83±4,51 км, 17,58±5,15 км и 16,70±5,94 км. Согласно тем же источникам альбедо оценивается как 0,0457±0,009, 0,0560±0,0075, 0,080±0,007, 0,07±0,09, 0,056±0,008, 0,049±0,037 и 0,061±0,051.